# Garde communale (Algérie)
La Garde communale (en arabe : الحرس آلبلدي), est un corps de troupe chargé  de surveiller et protéger les communes en Algérie durant la décennie noire. Créé en 1994 comme force d'appoint par le gouvernement, sous l'impulsion de l'autorité militaire. Elle a joué un rôle considérable dans la lutte anti-guérilla contre les groupes islamistes armés. Sa dissolution fut décrétée officiellement le 31 octobre 2012.

## Histoire
Durant la décennie noire, les forces de l'ANP chargées de la sécurité du pays dans les grandes villes et les communes, se sont confrontées à des déferlantes attaques terroristes qui ont causé de nombreuses pertes dans leur rang. Les autorités militaires, désireuses de soulager l'armée qui porte pratiquement à elle seule le poids de la lutte anti-guérilla, décident, conjointement avec le ministère de l’Intérieur, de créer le 3 août 1996 une garde communale. Pour cela, ils recrutent dans le même vivier que les factions de la guérilla et les bandes armées locales. Des jeunes de l'ex FIS intègrent la garde communale, par calcul politique ou par nécessité. Dans la situation économique difficile qui est celle des jeunes, un emploi dans la sécurité est une aubaine. Les recrues sont encadrées par la gendarmerie et reçoivent une formation accélérée de deux mois, portent l'uniforme et sont rémunérés, le régime est à même de leur offrir des avantages comme des logements et des voitures, mais il reste toujours méfiant et n'entend pas leur confier un armement plus perfectionné.
Elle est placée sous l'autorité des maires du DEC (Délégation exécutive communale) et les walis ou (préfets) et intégrée dans le nouveau dispositif de la lutte anti-guérilla, la garde communale a réussi à sécuriser toutes les zones urbaines reconquises et permettre au corps d'armée spécialisé dans la lutte antiterroriste d'entreprendre, à partir de 1994, ses premières attaques contre les maquis du GIA. Les membres de la garde communale ne sortent pas des centres-villes à leurs débuts, ils ne sont opérationnels qu'à l’intérieur des centres urbains. Ils établissent des barrages routiers, en cas d'accrochage, les risques encourus sont moins grands que pour les unités de ANP. Et comme ils connaissent les régions montagneuses mieux que les forces de l'ANP, ils sont parfois mobilisés avec ces derniers pour procéder à des opérations de ratissage à grandes échelles dans les maquis des groupes armées islamistes.

## Effectifs
Le ministre de l'Intérieur d'alors estime atteindre un effectif de 120 000 hommes fin 1996

## Dissolution
Après 16 ans d’existence,  la garde communale est officiellement dissoute le 31 octobre 2012. Le Journal officiel du décret portant dissolution du corps de la Garde communale, précise  trois options alternatives offertes aux membres de la corporation. Il y a d’abord le départ volontaire à la retraite, option qui semble susciter un grand intérêt puisque sont près de 54 000 agents à en faire le choix. Vient en seconde position l’intégration de l’ANP en tant qu’auxiliaires avec des vœux exprimés par pas moins de 22 000 agents. Le reste des effectifs ayant préféré se reconvertir en agents de sécurité dans des entités économiques ou administratives publiques. Ces derniers, en attente d’un poste d’emploi, continueront à percevoir leurs salaires.

## Revendications salariales
Le gouvernement algérien est confronté depuis 2011 à des séries de manifestations des gardes communaux qui réclament un statut de reconnaissance nationale, (65 % des effectifs ont une ancienneté de 16 ans), notamment une hausse des salaires (le salaire actuel de chaque garde communal ne dépasse pas les 14 000 DA, l'équivalent de 100 euro) et des « indemnités de service » à l'instar de tous les autres corps de sécurité. Les protestataires exigent que cette augmentation soit applicable rétroactivement à partir de 1994, date de la création de cette unité et l’intégration dans les rangs de la gendarmerie ou de la police.